# 東区 (新竹市)

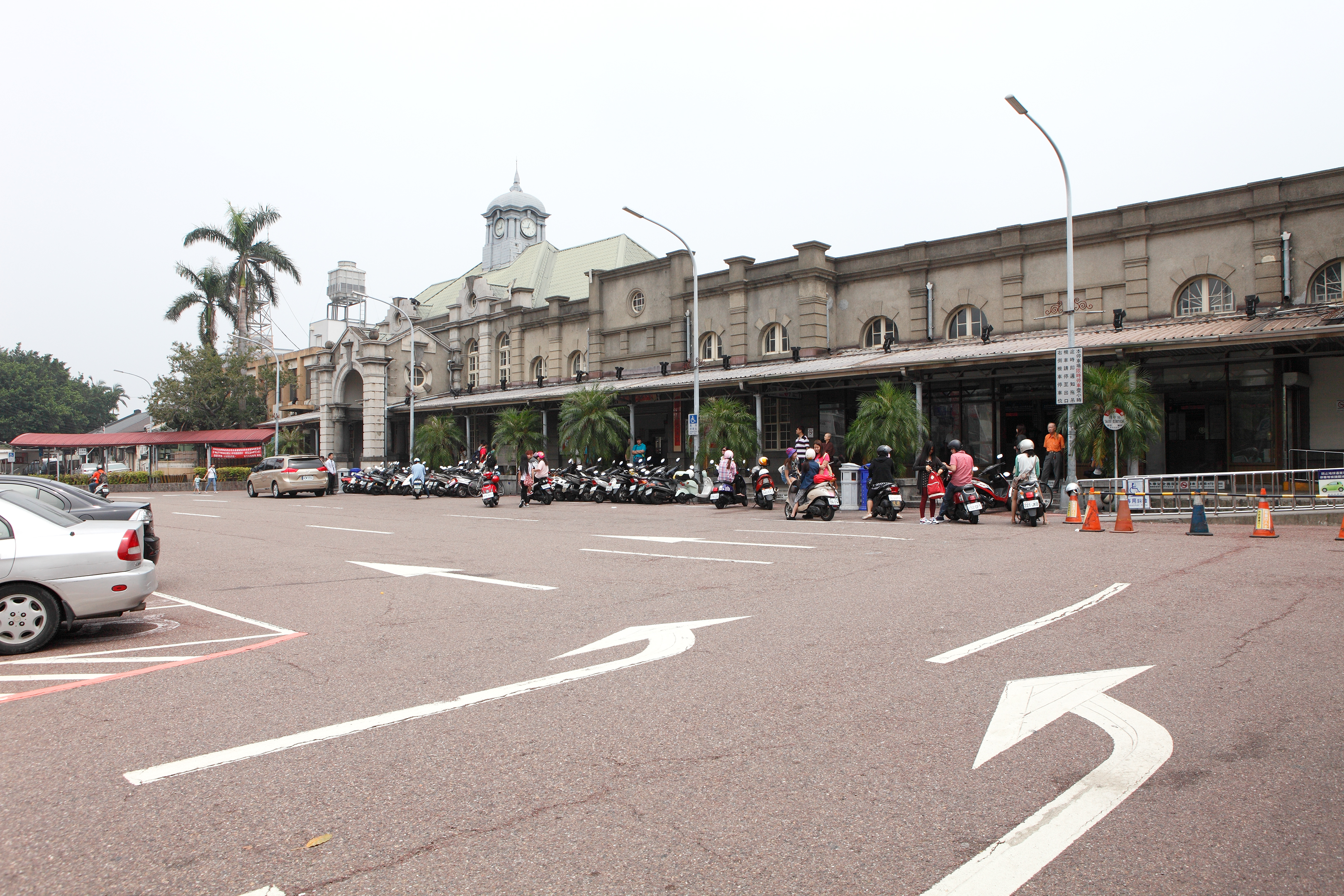
新竹駅

東区（ドン/ひがし-く）は新竹市の市轄区。

## 歴史
日本統治時代の栄町、東門町、旭町、錦町、花園町、南門町、新興町、黒金町、東勢、赤土崎、埔頂、柴梳山、金山面、渓埔子、二十張犁、九甲埔、青草湖を統合して形成された。

## 行政区域
| 地区 | 里                                                                                     |
| ---- | -------------------------------------------------------------------------------------- |
| 東門 | 東門里、中正里、親仁里、栄光里、育賢里、成功里、三民里、復中里、文華里、錦華里、復興里 |
| 東勢 | 前渓里、千甲里、水源里、東勢里、光復里、緑水里、東園里、公園里、東山里、建華里         |
| 建功 | 光明里、武功里、豊功里、軍功里、建功里、立功里                                         |
| 埔頂 | 埔頂里、龍山里、科園里、新荘里、関東里、仙水里、金山里、仙宮里、関新里                 |
| 南門 | 南門里、関帝里、南市里、福徳里、振興里、新興里                                         |
| 竹蓮 | 寺前里、竹蓮里、下竹里、頂竹里、南大里、光鎮里、新光里、湖浜里、高峰里、明湖里、柴橋里 |

## 教育

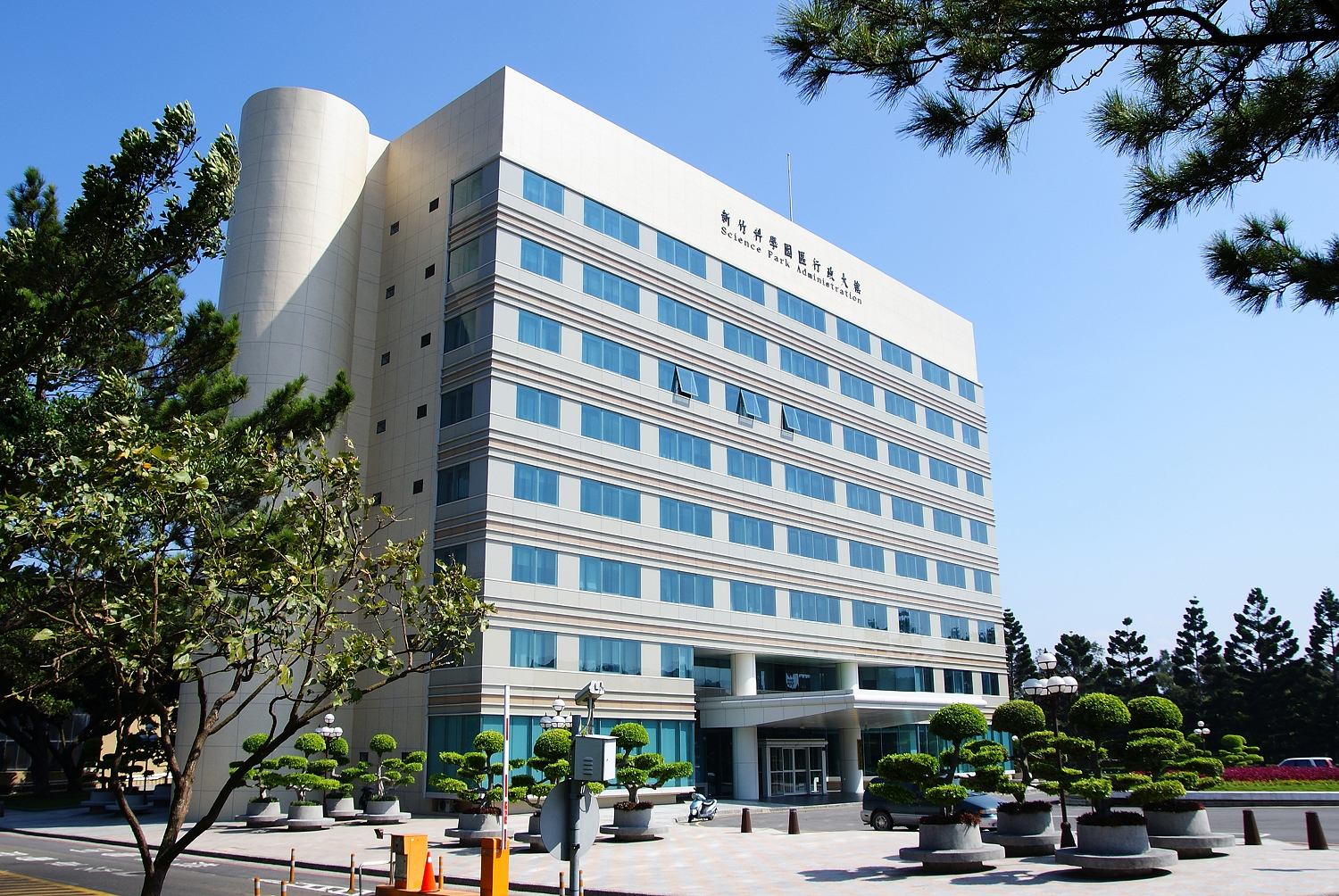
新竹科学園区管理センター

### 大学
- 国立清華大学
- 国立陽明交通大学

### 高級中学
- 国立科学工業園区実験高級中学
- 国立新竹高級中学
- 国立新竹女子高級中学
- 新竹市立建功高級中学
- 私立光復高級中学
- 私立曙光女子中学
- 私立世界高級中学

### 国民中学
- 新竹市立培英国民中学
- 新竹市立育賢国民中学
- 新竹市立光武国民中学
- 新竹市立建華国民中学
- 新竹市立三民国民中学

## 観光

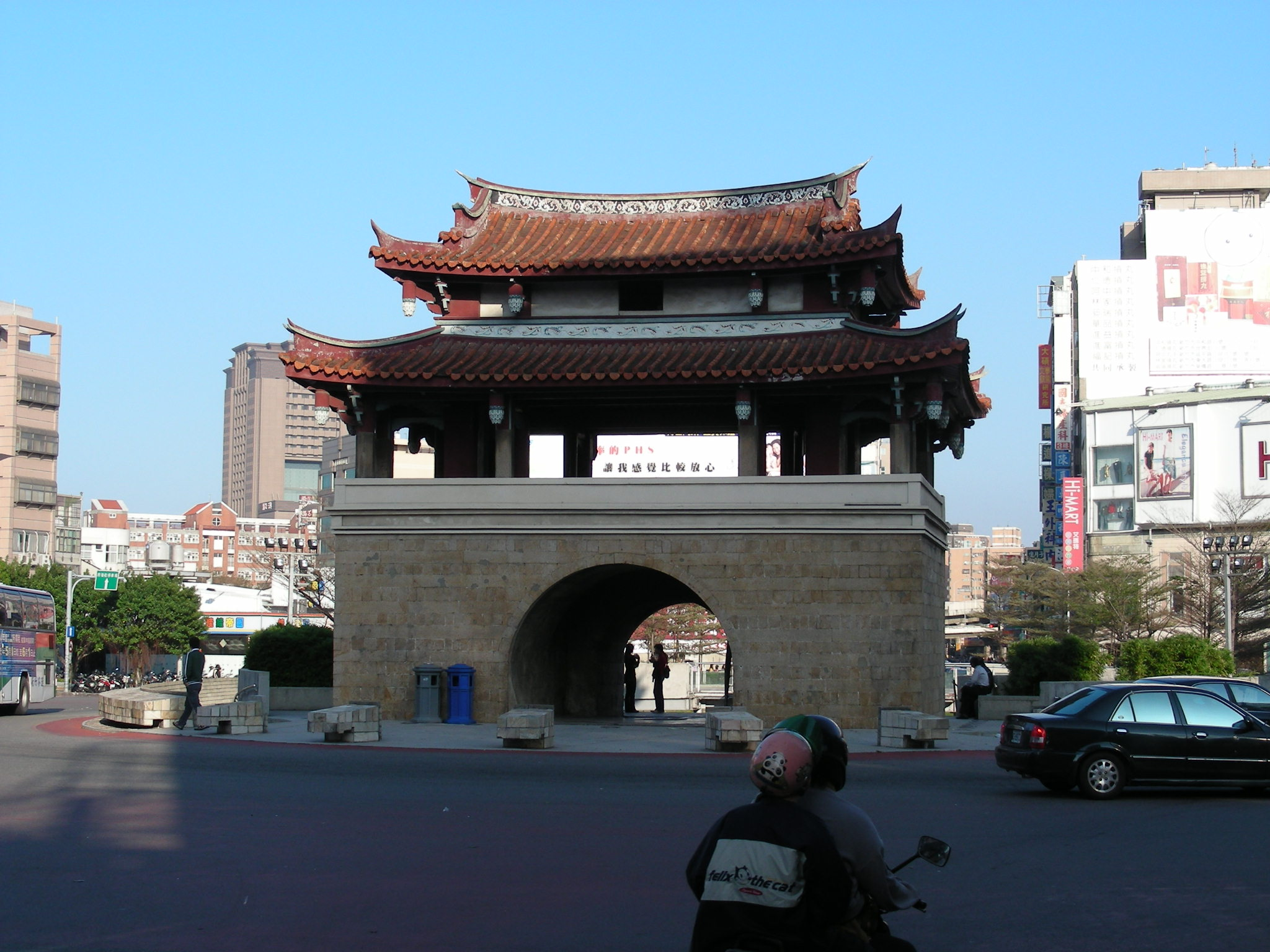
竹塹城東門（迎曦門）

- 新竹市孔廟（中国語版）
- 鄭用錫墓（中国語版）
- 新竹駅
- 新竹関帝廟（中国語版）
- 金山寺
- 新竹市役所（現・新竹市美術館）
- 竹塹城迎曦門（中国語版）
- 原憲兵隊
- 霊隠寺（中国語版）
- 護城河
- 有楽館（現・新竹市文化局影像博物館（中国語版））
- 鳳凰城
- 李錫金孝子坊（中国語版）
- 新竹竹蓮寺（中国語版）